# Оранжерея (Пражский Град)
Новая оранжерея в Королевском саду — современная теплица, построенная по проекту Эвы Иржичной в 1999—2001 годах в Королевском саду на руинах старой оранжереи в духе ренессанса. Сооружение включает в себя остатки старой стены (с южной стороны), фонтан Плечника и фонтан Ротмаера. В теплице выращиваются комнатные растения для украшения репрезентативных помещений Града.
Первая оранжерея здесь была построена в начале 60-х годов XVI века по проекту Бонифаца Вольмута. Она была уничтожена в ходе Тридцатилетней войны. В 1950-х годах на этом месте была поставлена новая теплица, но уже к приходу Вацлава Гавла она была в плохом состоянии. Поэтому было решено сделать новую оранжерею.
Задачей архитектурного проекта было внести что-то новое в облик Града, характерное для архитектуры XX века, в то же время не нарушать логику исторической застройки места. В итоге был спроектирован тубус размерами 84,5 на 8,97 метра, в высоту составляющий 5,2 метра, который примыкает к опорной стене в духе ренессанс. Основа конструкции — четыре поперечные дугообразные фермы радиусом 4,3 метра, которые делят внутреннее пространство на три части (для проращивания семян, роста растений и регенерации). В оранжерее действует автоматическая система контроля микроклимата.